# Glicério
Glicério es un municipio brasileño del estado de São Paulo. Según el censo del IBGE del año 2010, la población era de 4577 habitantes.

## Religión
El Cristianismo está presente en la ciudad de la siguiente manera:

### Iglesia católica
La iglesia católica del municipio forma parte de la diócesis de Lins.

### Iglesia Protestante
En la ciudad están presentes las más diversas creencias evangélicas, principalmente pentecostales, incluidas las Asambleas de Dios de Brasil (la iglesia evangélica más grande del país), Congregación Cristiana, entre otras. Estas denominaciones están creciendo cada vez más en todo Brasil.

## Glicerenses ilustres
- Jair Bolsonaro - 38.º ExPresidente de la República Federativa de Brasil